# Ľubá
Ľubá (Hongaars:Libád) is een Slowaakse gemeente in de regio Nitra, en maakt deel uit van het district Nové Zámky.
Ľubá telt 451 inwoners.